# Instrumentelle Arbeitshaltung

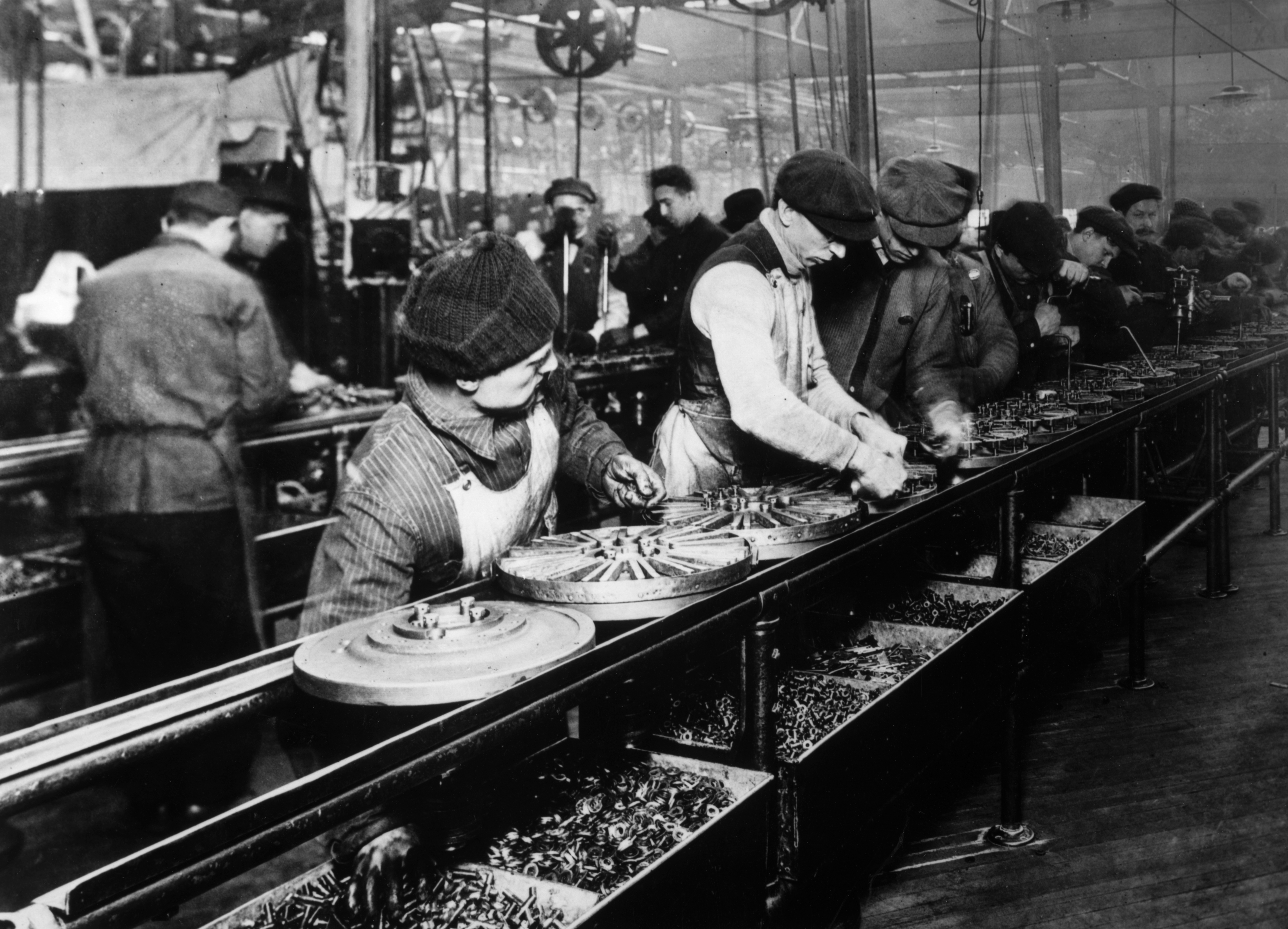
Fließbandarbeit bei Ford: Brutstätte instrumenteller Arbeitshaltung

Als instrumentelle Arbeitshaltung wird in der Soziologie nach Jürgen Habermas’ Technik und Wissenschaft als „Ideologie“, insbesondere aber in der Arbeitssoziologie die Abgrenzung und Entfremdung der eigenen Arbeit von Sinn oder Eigeninitiative bezeichnet. Stattdessen dient die Arbeit ausschließlich dem Gelderwerb zur Finanzierung von Freizeit und Konsum. 
Die Entstehung der instrumentellen Arbeitshaltung ist eng mit der des Fordismus verknüpft. Anfang des 20. Jahrhunderts brachte in Industriebetrieben die Arbeiter mit höheren Löhnen und geringeren Arbeitszeiten dazu, ihren durch die effiziente Fließbandarbeit immer unangenehmeren Arbeitsalltag zu akzeptieren. Die instrumentelle Arbeitshaltung ist somit historisch ein Resultat aus der Kombination individuell nicht als erstrebenswert empfundener, sehr vereinfachter Arbeit mit höheren Löhnen und mehr Freizeit.